# Jack Daniels
Jack Daniels (n. 26 aprilie 1933, Detroit, Michigan, SUA) este un sportiv ce a reprezentat Statele Unite ale Americii, medaliat olimpic. A participat la 2 ediții ale Jocurilor Olimpice (1956, 1960) în care a câștigat o medalie de argint și o medalie de bronz.